# Criș (okręg Hunedoara)
Criș – wieś w Rumunii, w okręgu Hunedoara, w gminie Blăjeni. W 2011 roku liczyła 245 mieszkańców.